# Марі Патуйє
Марі Патуйє (народилася 7 серпня 1988 у Версалі, Франція) — французька велогонщиця, яка змагається в класифікації C5 (інвалідність нижніх кінцівок), лікарка та активістка ЛГБТ-руху. Чемпіонка світу та паралімпійська чемпіонка і призерка з паравелоспорту.

## Життєпис
Патуйє народилася в 1988 році. Вона провела десять років у французькій армії, а потім поїхала працювати лікарем загальної практики в Парижі. Патуйє — відкрита лесбійка. Вона пишається, що є активісткою ЛГБТ+ у Франції, використовуючи британських ЛГБТ-олімпійців та інших гомосексуалів-паралімпійців як зразки для наслідування.
Марі Патуйє має вроджений дефект лівої стопи (аномалія суглобів у гомілковостопному суглобі та три пальці замість п'яти на лівій нозі), що спричинило різницю в довжині двох ніг і заважає їй бігати
У 18 років вона вступила до Школи військово-морської служби охорони здоров’я Бордо, де вивчала медицину. Після кількох років навчання працювала лікарем загальної практики.

## Спортивна кар'єра
У 2017 році вона брала участь в аматорській гонці Етап Туру, де фінішувала на 9 ч 23 хв,. Це викличе у нього бажання зайнятися велоспортом.
Вона спеціалізувалася на велоспорті на треку з 2018 року після хрещення на велодромі Сен-Кантен-ан-Івелін. Класифікована у WC5, випускниця «US Créteil» тренується в INSEP з олімпійським чемпіоном Ґреґорі Боже,. Наступного року вона виграла бронзову медаль на дистанції 500 m стоячи C5 під час чемпіонату світу з паравелоспорту на треку  2019 року на арені «Омніспорт Апелдорн» та посіла 9 місце в гонці переслідування C5 на 3 км.
На чемпіонаті Франції з велоспорту на треку 2019 року вона піднялася на елітний подіум на дистанції 500 m разом із здоровими велогонщиками та здобула третє місце в змаганні, яке виграла Матільда Ґрос.
На наступному чемпіонаті світу 2020 року на велодромі Мілтон вона є дворазовою срібною призеркою на дистанції 500 m стоячи C5 та C5 омніумі. Вона також посіла 4 в скретч-гонках C5.
Патуйє брала участь у жіночій індивідуальній гонці переслідування C5 на літніх Паралімпійських іграх 2020 року, здобувши бронзу. Вона також виграла срібну медаль у жіночій гонці на час на Чемпіонаті світу UCI з паравелоспорту на треку 2019..
У 2021 році вона брала участь у Паралімпійських іграх у Токіо, де виграла першу бронзову медаль в індивідуальній гонці переслідування С5, поступившись британській чемпіонці Сарі Сторі. 2 вересня вона виграла другу бронзову медаль під час шосейної гонки C5.
вона Бе-Комо, 14 серпня 2022-го року вона виграла титул чемпіонки світу на шосе в Бе-Комо, випередивши в спринті випередивши німкеню Керстін Брахтендорф. На треку її послужний список продовжує зростати завдяки 3 новим медалям чемпіонату світу, здобутим в Сен-Кантен-ан-Івеліні в жовтні, двом срібним медалям у гонці на час на дистанції 500 метрів і в омніумі, а також бронзі в скретчі,.
4 січня 2023-го року вона стала чемпіонкою Франції в командній гонці переслідування в елітній категорії разом з Кларою Коппоні, Валентін Фортен та Ларою Лалеман під прапором Регіонального комітету з велосипедного спорту Іль-де-Франс. Потім вона заявляє, що «не кожен день паралімпійський спортсмен має можливість змагатися з олімпійськими спортсменами […] Окрім виступів, найважливішим моментом цих чемпіонатів є те, що я нарешті знову віднайшла це задоволення, яке відлетіло після ігор у Токіо.».
Вона брала участь у Паралімпійських іграх у Парижі 2024 року та була фаворитом фіналу жіночої гонки на час C4-5 на дистанції 500 метрів. У підсумку вона взяла срібну медаль на користь голландської велогонщиці Керолайн Ґрут. Вона обійшла срібну призерку Токіо, яка стала третьою.
29 серпня 2024-го року вона стала паралімпійською віце-чемпіонкою на 500 m C5 під час Паралімпійських ігор у Парижі 2024. Три дні потому, під час останньої гонки на треку у своїй кар'єрі, вона виграла титул у гонці переслідування C5 проти своєї співвітчизниці Гайді Ґоген, таким чином ставши першою французькою паравелогонщицею, яка здобула золоту медаль. 6 вересня 2024 року у черговій шосейній гонці вона фінішувала п'ятою в категорії C4-C5.

## Конфіденційність
Лесбійка , виступала проти гомофобії, вона була названа спортивною особистістю 2023 року журналом Têtu.
Вона перебуває у стосунках з акторкою Сораєю Гарлен.

## Здобутки у параспорті

### Паралімпіада
- Літні Паралімпійські ігри Токіо 2021
  - Бронзова медаль у гонці переслідування С5
  - Бронзова медаль у шосейній гонці С5
- Літні Паралімпійські ігри 2024 року[fr] в Парижі
  - Золота медаль гонки переслідування C5
  - Срібна медаль на 500 м C4-5

### Чемпіонат світу з паравелоспорту на треку
- Чемпіонат світу з паравелоспорту на треку 2019 в Апелдорні
  - Бронзова медаль на 500 м стоячи C5
- Чемпіонат світу з паравелоспорту на треку 2020 у Мілтоні
  - Срібна медаль на 500 м стоячи C5
  - Срібна медаль у C5 omnium
- Чемпіонат світу з паравелоспорту на треку 2022 року в Сен-Кантен-ан-Івеліні[fr]
  - Срібна медаль на 500 м стоячи C5
  - Срібна медаль у C5 omnium
  - Бронзова медаль у скретчі С5
- Чемпіонат світу з паравелоспорту на треку 2023 року[fr] в Глазго
  - Срібна медаль на 500 м стоячи C5

## Рекорди велоспорту

### Чемпіонат Франції
- Сен-Кантен-ан-Івелін 2019
  - 3 на дистанції 500 метрів
- Єр 2022
  - Чемпіон Франції в командній гонці переслідування
  - 2 у гонці переслідування
- Рубе 2023
  - 2 в командному переслідуванні
- Сен-Кантен-ан-Івелін 2024
  - Чемпіон Франції в командній гонці переслідування (разом з Валентін Фортін]], Кларою Коппоні та Ларою Лаллеман)

## Вшанування та нагороди

### Прикраси
- Кавалер ордена Почесного легіону — 23.9.2024)

- Кавалер національного ордена «За заслуги» — 8.9.2021)

1. 1 2 3  https://www.bleushandisport.com/bleus/patouillet-marie/
2. ↑  https://olympics.com/tokyo-2020/paralympic-games/en/results/cycling-track/athlete-profile-n1358095-patouillet-marie.htm
3. ↑  https://www.linkedin.com/in/marie-patouillet-75760b7a/
4. ↑  Hoffman R. LinkedIn — 2003.
5. 1 2  https://france-paralympique.fr/selections-officielles/
6. ↑  Holmes, Jon. Out gay cyclist Marie Patouillet wins gold at Paralympics before podium 'wobble'. OutSports (англ.). Процитовано 12 жовтня 2024.
7. ↑  Holmes, Jon. Team LGBTQ athletes on podium in Paris Paralympics’ first medal event. OutSports (англ.). Процитовано 1 вересня 2024.
8. 1 2  Théo Gicquel (24 août 2021). Jeux paralympiques 2021 : des cabinets de médecin au vélodrome de Tokyo, le destin éclair de Marie Patouillet. francetvinfo.fr. Процитовано 29 août 2024..
9. 1 2 3 4 5  Olivier Haralambon (19 février 2021). Vélo Mag : Marie Patouillet, la protégée du tigre Grégory Baugé. Vélo Mag. Процитовано Шаблон:1er septembre 2024..
10. ↑  Tom Rousset (25 août 2021). Marie Patouillet médaillée de bronze aux Jeux Paralympiques : « cette médaille est le fruit de tout son travail ». France 3 Val-de-Marne. Процитовано 01/09/2024..
11. ↑  Marie Patouillet. Tokyo 2020 Paralympics. Архів оригіналу за 25 серпня 2021. Процитовано 25 серпня 2021.
12. ↑  Résultat de la course: UCI Para-Cycling Track World Championships. votrecourse.com. Архів оригіналу за 21 березня 2019. Процитовано 18 березня 2019.
13. ↑  Céline Nony (25 août 2021). Marie Patouillet, en bronze en poursuite individuelle, première médaille pour la France dans les Jeux Paralympiques de Tokyo. Процитовано 29 août 2024.
14. ↑  Jeux paralympiques : la cycliste Marie Patouillet remporte une nouvelle médaille de bronze lors de l'épreuve sur route. francetvinfo (фр.). 02/09/2021. Процитовано 02/09/2021.
15. ↑  Créteil, U. S. (29 серпня 2022). Cyclisme : Championne du Monde !. US Créteil (фр.). Процитовано 23 листопада 2022.
16. 1 2  Marie PATOUILLET. Comité Paralympique et Sportif Français (fr-FR) . Процитовано 23 листопада 2022.
17. ↑  C. N. (20 octobre 2022). Marie Patouillet vice-championne du monde en para-cyclisme du contre-la-montre. lequipe.fr. Процитовано Шаблон:1er septembre 2024..
18. ↑  Championnats de France de cyclisme sur piste : "C'est le plus beau des maillots..." Valentine Fortin en or et des Occitans en bronze. ladepeche.fr (фр.). Процитовано 8 січня 2024.
19. ↑  Post de Marie Patouillet sur Instagram, daté du 7 janvier 2024. www.instagram.com. Процитовано 8 січня 2024.
20. ↑  Holmes, Jon. Team LGBTQ athletes on podium in Paris Paralympics’ first medal event. OutSports (англ.). Процитовано 1 вересня 2024.
21. ↑  Mickaël Duché (29 août 2024). Marie Patouillet en argent sur 500 m, première médaille pour la France aux Jeux Paralympiques 2024. lequipe.fr (фр.). Процитовано 29 août 2024.
22. ↑  Jeux Paralympiques : Marie Patouillet sacrée en poursuite individuelle, Heïdi Gaugain en argent. lequipe.fr. 01/09/2024. Процитовано 01/09/2024.
23. ↑  Maelys Berthout (2 mars 2024). "En étant femme et lesbienne, je cumule deux étiquettes discriminantes", Marie Patouillet dénonce la misogynie et l'homophobie dans le monde du sport. Femme actuelle.
24. ↑  Nicolas Scheffer (29 août 2024). "Je dédie cette médaille à ma femme" : Marie Patouillet, notre première médaillée paralympique !. Têtu.com.
25. ↑  Paralympiques: Marie Patouillet ouvre le compteur bleu avec l'argent | TV5MONDE - Informations. information.tv5monde.com (фр.). 29 серпня 2024. Процитовано 29 серпня 2024.
26. ↑  FLORES, Emilie (2 вересня 2024). Marie Patouillet : qui est Soraya Garlenq, célèbre actrice et compagne de la championne paralympique ?. www.programme-tv.net (фр.). Процитовано 3 вересня 2024.

### Відео
- [vidéo] Marie, vice-championne du monde de paracyclisme, série documentaire Invincibles, Slash, saison 1 épisode 5, 2022, 8 min 43 s.